# آنتاگونیست گیرنده

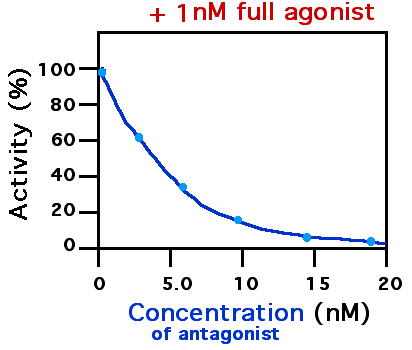
آنتاگونیست با اشغال محل آگونیست در گیرنده‌سلول فعالیت آن را محدود می‌کند

همستیز یا آنتاگونیست (به انگلیسی: Antagonist) در فارماکولوژی و بیوشیمی کاربرد دارد و نوعی لیگاند و ماده‌شیمیایی قابل پیوند با گیرندهٔ‌سلولی یا گونه‌ای دارو است که در سلول با اتصال به گیرنده‌های آن سلول عمل پیوند لیگاند-گیرنده را انجام داده ولی باعث هیچ‌گونه پاسخ و واکنش از سوی سلول نمی‌شود. پدآفنده در داروشناسی تقلیدکننده عمل یک آفنده در سلول است ولی با مسدود کردن محل اتصال (سایت فعال) مانع از اتصال و عمل آفنده می‌گردد یا به اصطلاح عمل را انجام می‌دهد ولی تأثیر نمی‌کند.
آنچه که با وجود پدآفنده در یک سلول رخ می‌دهد بسته به نوع پیوند ایجاد شده با گیرنده ممکن است قابل بازگشت یا غیرقابل بازگشت باشد، اما غالباً تأثیر پدآفنده های مرتبط با اعصاب به دلیل اخلال در روند پیام‌رسانی عصبی می‌تواند در پاره‌ای موارد منجر به مسمومیت یا مرگ گردد.

## گیرنده
گیرنده‌های سلولی نوعی پروتئین هستند که در پیوند با لیگاند مربوط به خود (مانند هورمون‌ها و انتقال دهنده‌های عصبی) یا یک ماده خارجی (مانند داروها یا مادهٔ مخدر) فعال یا غیرفعال شده که هوده و تأثیر آن، تحریک یا مهار یک واکنش بیولوژیکی از طرف سلول، خواهدبود.

## داروپویاشناسی
گیرنده‌های زیستی‌سلولی دارای محل‌های ویژه‌ای به نام سایت فعال هستند که بخاطر شکل خاصی که دارند فقط قابلیت پیوند با موادی مرتبط (لیگاند مربوطه) را پیدا می‌کنند که پس از پیوند، واکنش انجام شونده منجر به پاسخی دیگر می‌شود (بازشدن یک کانال غشایی یا تولید یک ماده‌شیمیایی). حال اگر ماده‌ای بتواند با تقلید قسمتی از بدنه پروتئینی لیگاند، در سایت فعال قرار گیرد ولی بخاطر نقص و کمبود ساختاری ادامه روند مختل شود (مثلاً کانال باز نشده یا ماده‌مورد نیاز تولید نشود) و همچنین بخاطر اشغال سایت از پیوند آگونیست هم جلوگیری کند، بخشی از واکنش‌های سلولی موردنیاز بدن حذف می‌گردد. از این خاصیت در فارماکولوژی برای درمان برخی نارسایی‌ها یا بیماری‌ها می‌توان استفاده نمود. گاهی برخی سموم (مثلاً سم نیش مار) با بلوک کردن یک گیرنده باعث مختل شدن سوخت‌وساز سلولی شده و می‌تواند خطر مرگ را نیز به‌دنبال داشته‌باشد.

## گونه ها
- آفنده ی رقابتی: هنگامی‌که افزایش غلظت یک پدآفنده می‌تواند پاسخ به غلظتهای ثابت یک آفنده را مهار کند. (مثلاً برخی شل‌کننده عضلات به عنوان پدآفنده ی رقابتی می‌توانند، اثر آفنده ی استیل کولین را خنثی کنند)
- آفنده ی غیررقابتی: وقتی حتی افزایش غلظت آفنده نتواند بر پدآفنده غلبه کند و درهرحال پدآفنده به بلوک گیرنده ادامه دهد.
- آفنده ی ناقص : گر یک آگونیست با نشستن بر سایت فعال، عمل مطلوب را به‌طور ناقص انجام دهد یعنی کمتر از آنچه یک آگونیست کامل می‌توانست در سلول ایجاد کند.

### گزینشی و ناگزینشی
هنگامی‌که در مورد آفنده یا پدآفنده بر روی گیرنده‌ها سخن گفته می‌شود باید به یاد داشته باشیم که خود گیرنده‌ها دارای انواعی مختلف (مانند آلفا یک و آلفا دو و غیره) هستند. اگر یک دارو پس از ورود به بدن تمامی گیرنده‌های هم‌نام (مثلاً آلفا) را به‌کار بیندازد یک آفنده (یا پدآفنده) ناگزینشی، و اگر با ورود به بدن تنها یک رده ویژه از یک گیرنده (مثلاً آلفا دو) را تحریک کند، آن آگونیست (و یا آنتاگونیست) گزینشی (انختخابی یا اختصاصی) نام دارد. در داروشناسی این دو مبحث انتخابی و غیر انتخابی بسیار مهم هستند. چراکه گاهی یک داروی راه انداز گیرنده یا بلوک‌کننده آن به صورت غیر انتخابی می‌تواند با تأثیر مثبت بر یک یاخته یا اندام هم‌زمان بر گیرنده مشابه در سلول یا اندام دیگر اثری منفی ایجاد کند.

## برگشت‌پذیر و برگشت‌ناپذیر
پدآفنده های برگشت‌پذیر با پیوندهایی به غیر از پیوند کووالانسی همچون یونی - هیدروژنی - الکترواستاتیک - هیدرو فوبی و … به گیرنده باند می‌شوند.

پدآفنده های برگشت‌ناپذیر منحصراً با پیوند کووالانسی با رگیرنده اندرکنش پیدا می‌کنند.